# Eugenio Peralta
Eugenio Peralta Cabrera (sinh 16 tháng 12 năm 1977 ở Asuncion) là một cầu thủ bóng đá Paraguay thi đấu cho Lusitanos ở Primera Divisió của Andorra.

## Sự nghiệp câu lạc bộ
Đội bóng Costa Rica LD Alajuelense thông báo bản hợp đồng của Peralta với thời hạn 6 tháng vào tháng 1 năm 2009, nhưng anh từ chối gia nhập câu lạc bộ sau khi gia đình anh sợ rằng anh đã bị thương trong trận động đất. Peralta từng trải qua một trận động đất kinh hoàng khi ở cùng với Cienciano ở Peru trong năm 2007.